# ناتالي سافاج كارلسون
ناتالي سافاج كارلسون (بالإنجليزية: Natalie Savage Carlson)‏ هي كاتبة للأطفال وكاتِبة أمريكية، ولدت في 3 أكتوبر 1906 في وينشستر في الولايات المتحدة، وتوفيت في 23 سبتمبر 1997 في رود آيلاند في الولايات المتحدة.

## وصلات خارجية
- ناتالي سافاج كارلسون على موقع IMDb (الإنجليزية)